# سفارة إيطاليا في المملكة المتحدة
سفارة إيطاليا في المملكة المتحدة هي أرفع تمثيل دبلوماسي لدولة إيطاليا لدى المملكة المتحدة. تقع السفارة في لندن وهي تهدف لتعزيز المصالح الإيطالية في المملكة المتحدة.

## وصلات خارجية
- الموقع الرسمي
- قائمة سفارات إيطاليا
- قائمة السفارات في المملكة المتحدة